# Trombidium clavipes
A Trombidium clavipes a pókszabásúak (Arachnida) osztályának a bársonyatka-alakúak (Trombidiformes) rendjébe, ezen belül a bársonyatkafélék (Trombidiidae) családjába tartozó fosszilis faj.

## Tudnivalók
A Trombidium clavipes az oligocén korban élt Európa területén.
Az állat tudományos fajneve, azaz a második - clavipes -, a latin nyelvből ered. A clav- = „bunkósbot” és pes = „láb” szavak összevonásából jött létre. A név az atka vastagabb lábaira utal.

### Fordítás
- Ez a szócikk részben vagy egészben  a   Trombidium clavipes című angol Wikipédia-szócikk ezen változatának fordításán alapul.  Az eredeti cikk szerkesztőit annak laptörténete sorolja fel. Ez a jelzés csupán a megfogalmazás eredetét és a szerzői jogokat jelzi, nem szolgál a cikkben szereplő információk forrásmegjelöléseként.